# Korfu Lufthavn
Korfu Lufthavn, "Ioannis Kapodistrias" (IATA: CFU, ICAO: LGKR) er en lufthavn i Grækenland. Den er beliggende ved byen Pontikonisi, og to km syd fra centrum af Korfu by på øen Korfu.
Om sommeren ankommer der en stor mængde charterfly med turister. I 2012 betjente lufthavnen 1.914.522 passagerer og havde 15.292 start- og landinger. Udenfor turistsæsonen er der få ruter til blandt andet Athen.

## Historie
Lufthavnen blev etableret i 1937. Under 2. verdenskrig benyttede tyske og italienske tropper lufthavnen til at flytte fly og soldater imellem fronterne. Under krigen var landingsbanen på 600 meter, men blev i 1949 forlænget til 800 meter. Den næste og seneste forlængelse af landingsbanen begyndte i 1957, og to år senere havde man de nuværende 2.373 meter.
Den første kommercielle flyvning fandt sted den 19. april 1949 da TAE Greek National Airlines lettede fra Athen med kurs mod Korfu. I 1962 opførte man en lille lufthavnsterminal, som i dag bliver benyttet af Korfu Flyveklub. I 1965 begyndte Olympic Airlines som det første selskab at flyve udenrigsruter fra Korfu. Den nuværende afgangsterminal blev påbegyndt i 1968, og stod klar til indvielse i 1972.

## Galleri
- Et Boeing 737-800 fra Thomson Airways under landing.
- Et MD 83 fra Medallion Air.